# Sliman Mansour
Sliman o Suleiman o Suliman Mansour (àrab: سليمان منصور, Sulaymān Manṣūr) (Bir Zeit, 1947) és un pintor, escultor, autor i dibuixant palestí, considerat una figura destacada entre els artistes palestins contemporanis. Mansour és considerat un artista de la intifada, ja que la seva obra recull el concepte cultural de sumud. Les seves pintures, que s'han exposat arreu del món, reflecteixen la lluita palestina i inclouen imatges de dones amb vestits tradicionals palestins i paisatges llevantins plens d'arbres. El 1987 va formar part del col·lectiu New Visions que va boicotejar els subministraments israelians i, en resposta, va utilitzar materials palestins naturals locals.
L'artista i erudit palestí Samia Halaby ha identificat Mansour com a part del Moviment d'Art d'Alliberament i cita la seva important tasca com a artista i practicant cultural abans i després de la Intifada.

## Biografia
Mansour va néixer el 1947, un any abans de la Nakba, a Birzeit, al nord de Jerusalem. Va estudiar art a l'⁣Acadèmia Bezalel d'Arts i Disseny de Jerusalem, on li van ensenyar expressionisme abstracte, una tendència que no volia estudiar, ja que volia pintar coses més realistes, de la vida. Va desenvolupar un estil de pintura realista, que representava la vida quotidiana dels que vivien i arrelaven a Palestina.
El 1987, juntament amb altres artistes palestins com Vera Tamari, Tayseer Barakat o Nabil Anani, Mansour va fundar New Visions, un col·lectiu format com a resposta a la Primera Intifada (1987-1993). Aquest col·lectiu va recórrer als moviments de terres i tècniques mixtes i assemblatges utilitzant materials naturals derivats de l'entorn palestí per boicotejar els subministraments d'art israelians en protesta per l'ocupació en curs. Mansour utilitzava fang per al sòl. El van inspirar els seus records d'infantesa de treballar amb la seva àvia quan estava construint ruscs i forns amb fang. Sempre estava al seu voltant, intentant ajudar: «Així que quan vaig pensar en el material que podia utilitzar, el fang va ser el primer que em va venir al cap. Al cap d'una estona, un cop vaig començar a fer figures, em vaig adonar que el fang també reflecteix el destí humà amb les esquerdes, gent que esperava desaparèixer, caure i marxar».
El 1988 va fer una sèrie de quatre pintures sobre pobles palestins destruïts, els quatre pobles eren Yibna, Yalo, Imwas i Bayt Dajan.
És coautor del llibre Both Sides of Peace: Israeli and Palestinian Political Poster Art, publicat el 1998 pel Contemporary Art Museum, juntament amb University of Washington Press. Mansour és autor de dos llibres sobre roba i brodats tradicionals palestins.
Mansour va contribuir àmpliament al desenvolupament d'una infraestructura per a les belles arts a Palestina. Va ensenyar a nombroses institucions culturals i universitats, inclosa la Universitat Al-Quds. Va ser el cap de la Lliga d'Artistes Palestins entre 1986 i 1990. El 1994, Mansour va cofundar el Centre d'Art al-Wasiti a Jerusalem Est. És membre de la Junta Directiva Fundadora de l'Acadèmia Internacional d'Art Palestina, creada el 2004.